# A Tampa
A Tampa foi um grupo musical formado por João Rebouças, Luizão Maia, Zé Luis Oliveira, Victor Biglione, André Tandeta.